# Tetjana Wodopjanowa
Tetjana Wodopjanowa (ukrainisch Тетяна Водопянова; * 11. Januar 1973 in Kiew) ist eine frühere ukrainische Biathletin.
Tetjana Wodopjanowa ist Sportlehrerin und begann 1990 mit dem Biathlonsport. Sie war seit Anfang der 1990er Jahre im Biathlon-Weltcup aktiv. Das erste Ergebnis unter den besten Zehn erreichte sie 1994 in einem Einzel in Bad Gastein. 1995 erreichte die Ukrainerin in Östersund als Zweite im Einzel erstmals eine Podiumsplatzierung. Ihren ersten Sieg feierte sie wiederum in einem Einzel 1996 in Pokljuka. 1997 gewann sie ein zweites Einzel in Antholz. Hinzu kommen Weltcupsiege mit der Staffel 1997 in Nagano und 1999 in Ruhpolding. Beste Platzierung in der Weltcupgesamtwertung war Rang 14 in der Saison 2000/01.
Zweimal, 1998 in Nagano und 2002 in Salt Lake City trat Wodopjanowa bei Olympischen Winterspielen an. Sie wurde 1998 24. im Einzel, 19. im Sprint und Fünfte im Staffelrennen, vier Jahre später 31. im Sprint, 26. in der Verfolgung und Zehnte mit der Staffel. Fünfmal trat sie zwischen 1995 und 2002 bei Biathlon-Weltmeisterschaften an. 1995 in Antholz und 1997 in Osrblie war Platz fünf mit der Staffel bestes Ergebnis, 1996 gewann sie mit der Staffel in Ruhpolding Bronze, ebenso 2000 am Holmenkollen in Oslo und 2001 in Pokljuka. 2001 erreichte sie auch mit Platz elf im Massenstart ihr bestes Ergebnis in einem Einzelrennen. Nach den Olympischen Spielen 2002 beendete Wodopjanowa ihre aktive Karriere.

## Biathlon-Weltcup-Platzierungen
Die Tabelle zeigt alle Platzierungen (je nach Austragungsjahr einschließlich Olympische Spiele und Weltmeisterschaften).
- 1.–3. Platz: Anzahl der Podiumsplatzierungen
- Top 10: Anzahl der Platzierungen unter den ersten zehn (einschließlich Podium)
- Punkteränge: Anzahl der Platzierungen innerhalb der Punkteränge (einschließlich Podium und Top 10)
- Starts: Anzahl gelaufener Rennen in der jeweiligen Disziplin

| Platzierung | Einzel | Sprint | Verfolgung | Massenstart | Team | Staffel | Gesamt |
| ----------- | ------ | ------ | ---------- | ----------- | ---- | ------- | ------ |
| 1. Platz    | 2      |        |            |             |      | 2       | 4      |
| 2. Platz    | 1      |        |            |             |      | 1       | 2      |
| 3. Platz    |        | 1      | 1          |             | 2    | 6       | 10     |
| Top 10      | 10     | 9      | 1          |             | 2    | 22      | 44     |
| Punkteränge | 22     | 28     | 12         | 6           | 2    | 22      | 92     |
| Starts      | 33     | 46     | 20         | 7           | 2    | 22      | 130    |